# Bad Piggies
Bad Piggies (englisch für böse Schweinchen) ist ein Computerspiel des finnischen Entwicklerstudios Rovio Entertainment. Es erschien am 27. September 2012 für iOS, macOS, Android und Windows und 2013 auch für Blackberry 10 sowie 2014 für Windows Phone.
Das Spiel schaffte es innerhalb von drei Stunden an die Spitze der beliebtesten Apps in Apples amerikanischem App Store, was einen neuen Rekord bedeutete.

## Spielkonzept
Bad Piggies ist ein Spin-off des erfolgreichen Computerspiels Angry Birds. Die grünen Schweine, die dort die Feinde der „Angry Birds“ waren, sind hier die Protagonisten. Grafisch weisen beide Spiele eine klare Ähnlichkeit auf, das Spielkonzept ist jedoch ein anderes.
Der Spieler baut Fahr- und Flugzeuge mit vorgegebenen Items, mit denen das Schweinchen zu einem Ziel fahren soll. Das Fahrzeug ist während der Fahrt durch die Items steuerbar. Es kann zum Beispiel mit einem Propeller, einem Rad oder einen Ventilator angetrieben werden.
Zusätzlich können Sterne durch besondere Leistungen erworben werden, wie das Einsammeln von Sternen auf der Strecke, das Absolvieren des jeweiligen Levels in einer bestimmten Zeit oder das Nichtbenutzen von besonders wertvollen Fahrinstrumenten. Mit diesen Sternen können Bonuslevel freigeschaltet werden. Ab und zu kommen die Angry Birds auch selbst im Rahmen von Cameo-Auftritten oder Gegnern vor.

### Level
Das Spiel bestand zum Zeitpunkt der Veröffentlichung aus den zwei Episoden „Ground Hog Day“ und „When Pigs Fly“, welche jeweils 36 Level beinhalten. Weiterhin gab es von Anfang an einen Sandkastenmodus, in dem das Schweinchen nicht zu einem Ziel gelangen, sondern Totenköpfe einsammeln muss. Das erste Update brachte die neue Episode „Flight in the Night“ mit zwölf normalen und drei Speziallevels.
Mittlerweile gibt es mehr als 200 Level, von denen über 40 Speziallevel sind.

## Rezeption
Das Spiel wurde von der Fachpresse weitgehend positiv aufgenommen.

„Bad Piggies ist ein absolut gelungener Nachfolger des Klassikers Angry Birds. Das Spiel begeistert von der ersten Minute an und bietet ausreichend Abwechslung für viele Stunden Spielspaß.“

Für IGN war es das beste Spiel für Mobilgeräte im Jahr 2012.